# Annemiek de Haan
Annemiek de Haan, född den 15 juli 1981 i Groningen i Nederländerna, är en nederländsk roddare.
Hon tog OS-brons i åtta med styrman i samband med de olympiska roddtävlingarna 2012 i London.